# Антигон III Досон
Антигон III Досон (грч: Αντίγονος Δώσων, рођ. 263. год.-погинуо 221. п. н. е.) био је владар античке Македоније, прво као заштитник свог малолетног синовца Филипа V (229—227), а затим и као краљ Македоније од 227. до 221. п. н. е.
Антигон је потицао из споредне гране династије Антигонида, али је такође имао и претке из друге важне хеленистичке династије, династије Птолемејида. Отац му је био Деметрије Лепи, син Деметрија Полиоркета и његове треће супруге Птолемеиде, ћерке Птолемеја I Сотера. Док се Полиоркетов старији син Антигон Гоната временом дочепао македонског престола, Деметрије Лепи се закратко наметнуо као краљ Кирене (медитеранска обала данашње Либије) где је најпосле убијен 255. или 250. п. н. е. Антигон Досон изгледа није пратио свог оца у овој афричкој авантури већ је детињство и младост провео у Македонији где се династија Антигонида најпосле учврстила. Након што је Гонатин син Деметрије II погинуо у борби са Дарданцима аристократија је заштитника малолетног Филипа V потражило у лику његовог јединог пунолетног рођака, Антигона Досона.
Као регент у име деветогодишњег краља Филипа, Антигон је одбио нападе Дарданаца и обновио северне границе Македоније. Изгледа да му је након тога племство понудило трон што је 227. Антигон и прихватио и оженио се удовицом Деметрија II Фтијом, ћерком епирског краља Александра II. Као краљ Македоније савременим је историчарима познат као Антигон III, а надимак Досон, је према Плутарху, добио услед чињенице да није испуњавао дата обећања.
Антигон се у току своје кратке владавине показао као способан дипломата. У самој Хелади владао је ривалитет Етолског и Ахајског савеза који је предводио стратег Арат из Сикиона. Етолци су се удружили са спартанским краљем Клеоменом III и у периоду између 227. и 225. Ахајски савез је готово потпуно потучен и растурен. Арат, дотадашњи противник македонског мешања у послове Хеладе, је сада позвао у помоћ Антигона III који је наравно био спреман да искористи овакву прилику да потврди стару хегемонију Македоније у грчком свету. Македонски краљ је 224. допутовао у Пегу са око 20.000 пешака и 1300 коњаника и разменио заклетву верности са Аратом. Сикионски стратег је у почетку био неповерљив према краљу, али је убрзо спознао да му се Антигон изистински диви. Савезу се убрзо придружиле и Беотија, Тесалија и Акарнанија. Антигон је протерао Спартанце из Арга и Мантинеје, а његови људи су заузели и Орхомен у Беотији. Потом је повео војску у срце спартанске територије, у Лаконију где је Клеомен поставио своју војску у кланцу недалеко од места Селасије, неких десетак километара северно од Спарте. У бици код Селасије 221. године. Антигон је однео потпуну победу над Спартанцима и Клеомен је недуго након тога потражио уточиште на египатском двору Птолемеида. Антигон је тиме обновио македонску превласт на Пелопонезу после готово две деценије. Македонски гарнизон је заузео важну позицију на Акрокорину, тврђави Коринта, а Арат је Мантинеју, у Антигонову част, преименовао у Антигонеју. Ипак, ратна разарања и поробљавање локолног становништва убрзо су донеле непопуларност Антигону на Пелопонезу.
Краљево одсуство имало је непријатне последице по његову матичну Македонију коју су почели да узнемиравају Илири. Антигон III Досон се вратио на север и у одсудној бици његова војска је однела победу над варварима. Сам краљ ипак није доживео и овај успех пошто је у току битке умро од пуцања крвног суда у врату током издавања наређења. Његова смрт је отворила пут сада већ осамнаестогодишњем синовцу Филипу. Вреди поменути да Антигон није ни покушао да Филипа V потисне у споредни план именовањем неког од својих синова за новог краља Македоније.